# KS Szczypiorniak Olsztyn
KS Szczypiorniak Olsztyn – polski klub piłki ręcznej z siedzibą w Olsztynie, założony w 1998 roku. W sezonie 2024/2025 drużyna męska występuje w I lidze piłki ręcznej mężczyzn, grupie A.
| sezon   | miejsce     | liczba drużyn | punkty | Zwycięstwa | Porażki |
| ------- | ----------- | ------------- | ------ | ---------- | ------- |
| 2021/22 | 10. miejsce | 12            | 21     | 7(1)       | 15(1)   |
| 2022/23 | 10. miejsce | 10            | 1      | 0          | 18(1)   |
| 2023/24 | 13. miejsce | 13            | 0      | 0          | 24      |
| 2024/25 | 13.miejsce  | 14            | 12     | 4          | 22      |

## Osiągnięcia
- Sezon 2011/2012: W Finałach Mistrzostw Polski Juniorów w Szczecinie drużyna zajęła III miejsce, pokonując Agrykolę Warszawa 33:30. Paweł Deptuła został wybrany najlepszym prawym rozgrywającym turnieju.
- Sezon 2020/2021: Juniorzy Szczypiorniaka zdobyli tytuł Mistrza Polski, pokonując w finale SPR Wybrzeże III Gdańsk 23:22.[1] Drużyna seniorów zajęła II miejsce w rozgrywkach II ligi, co pozwoliło na awans do I ligi[2].

## Historia
Uczniowski Klub Sportowy „Szczypiorniak” został założony w 2000 roku z inicjatywy nauczycieli wychowania fizycznego Konstantego Targońskiego i Karola Adamowicza, rodziców zawodników oraz Jana Marcina Malinowskiego, dyrektora Szkoły Podstawowej nr 27 w Olsztynie przy ul. Turowskiego 3. Pierwsi zawodnicy to chłopcy z roczników 1985 i 1986, którzy zaczynali w kategorii młodzika.